# Жіночі королівські військово-морські сили Великої Британії

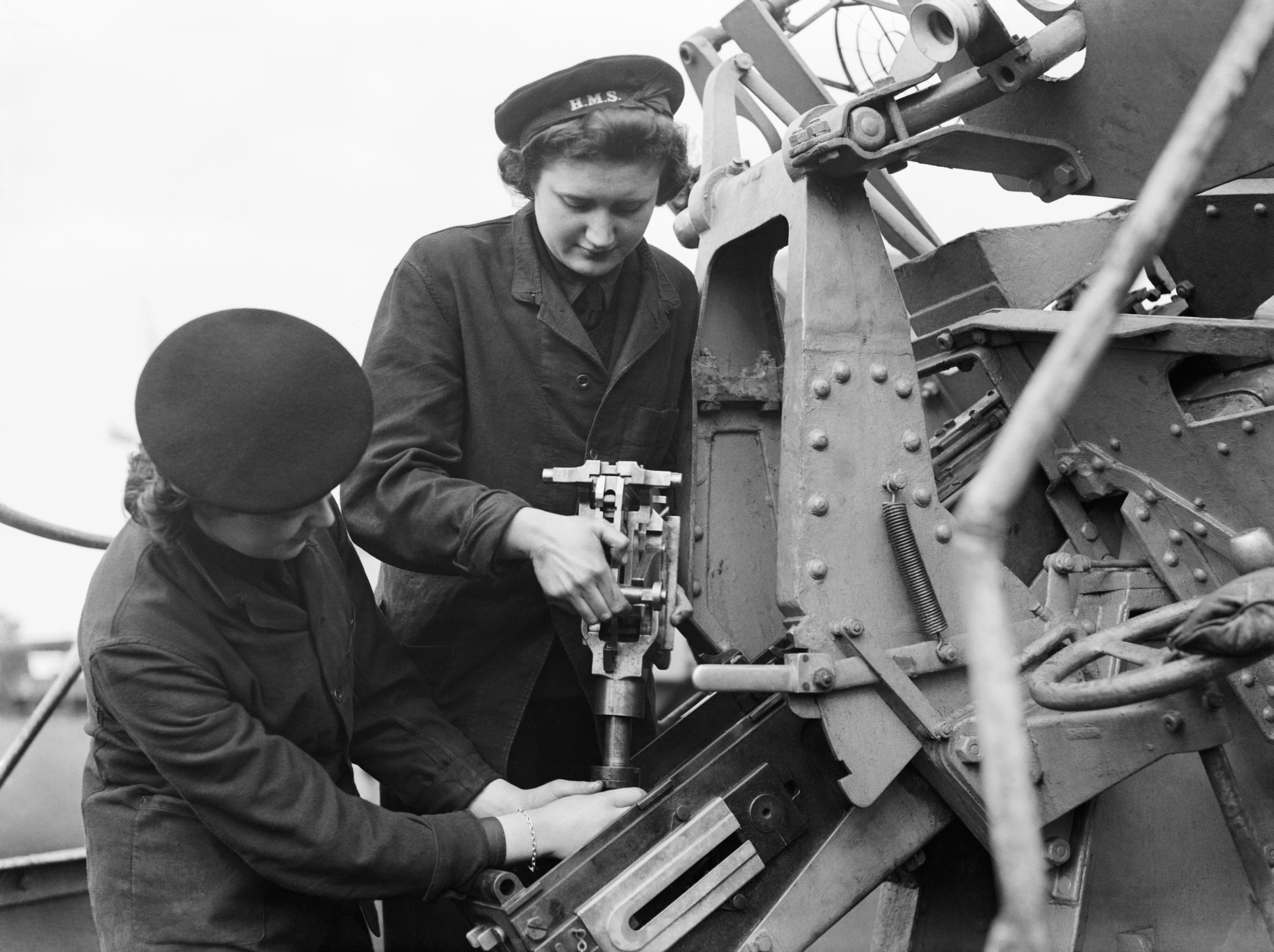
Дві військовослужбовиці жіночих КВМС у Ліверпулі встановлюють 2-фунтову гармату «пом-пом»

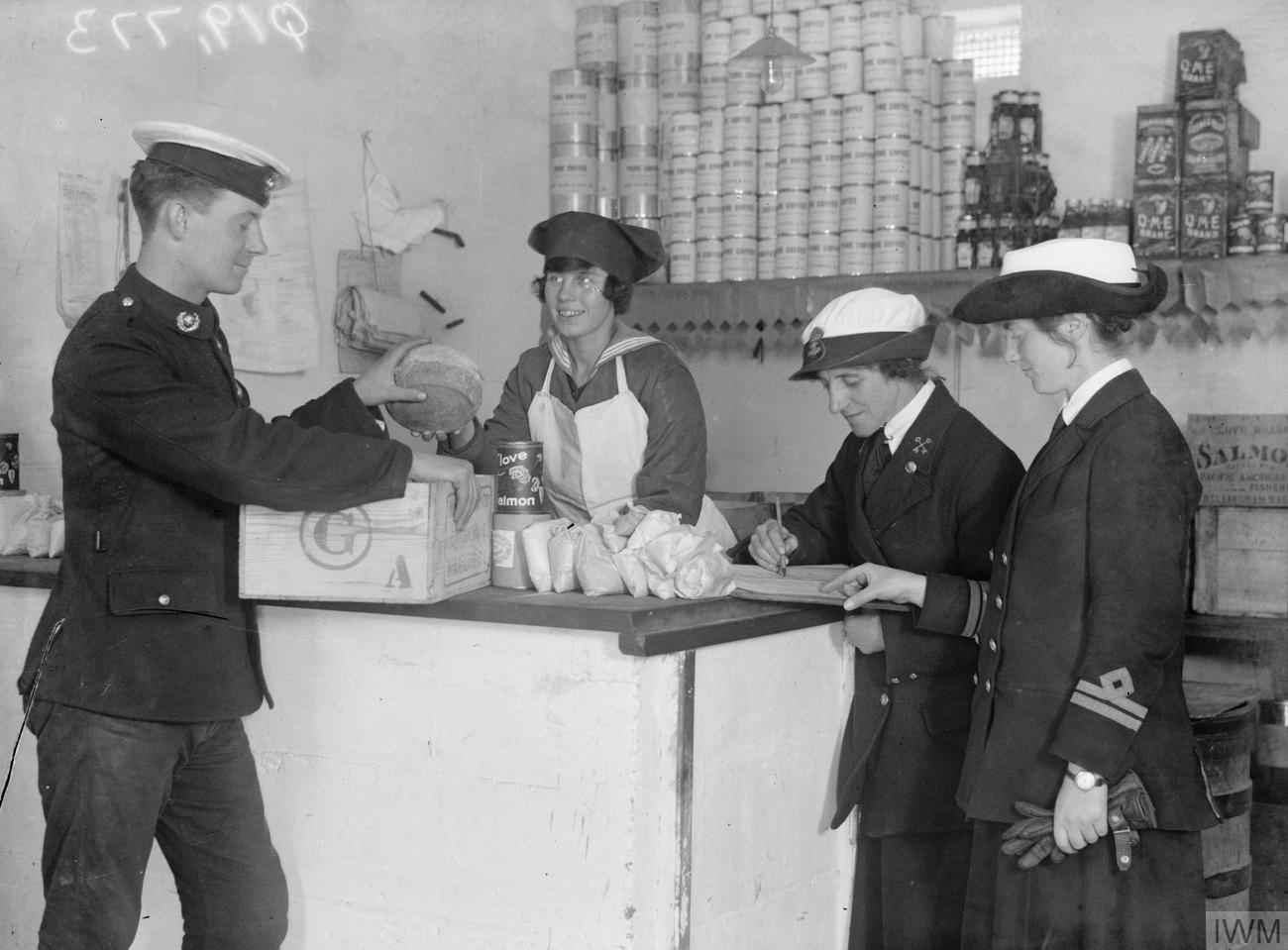
Жінки допоміжних служб ВМС у 1917

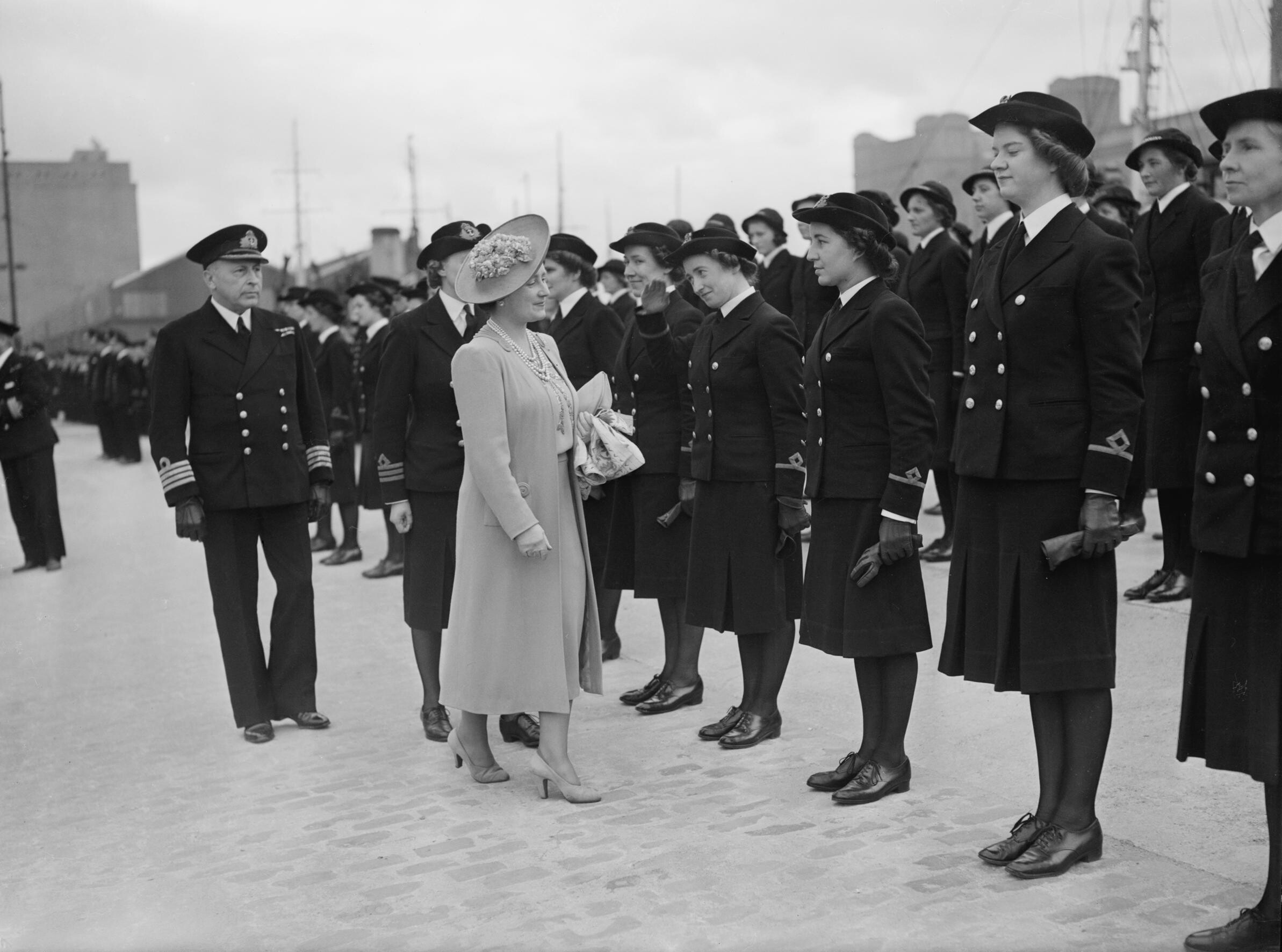
Королева Єлизавета оглядає загін Ренів на набережній у Белфасті, 1942.

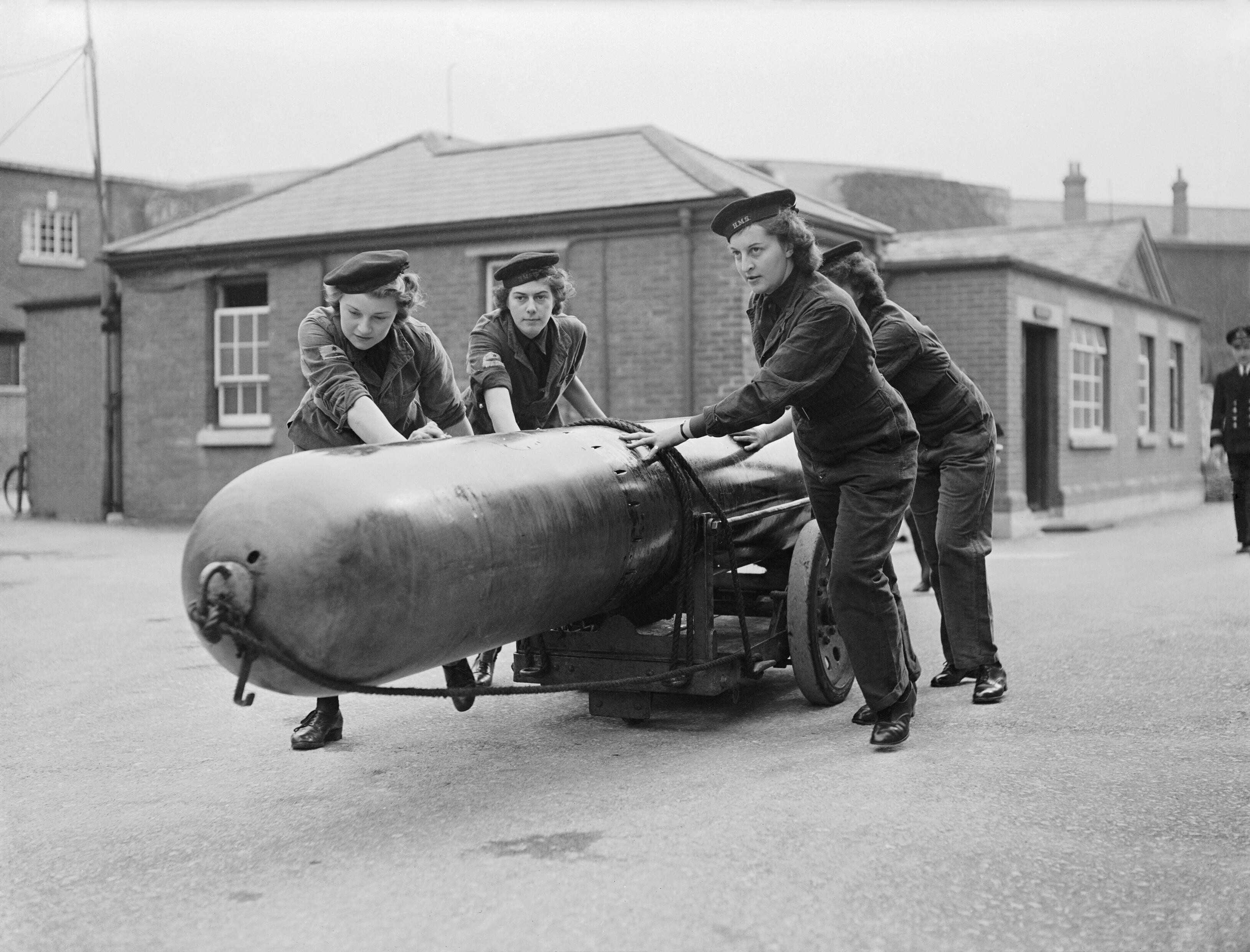
Членкині WRNS переміщують торпеду для завантаження в підводний човен у Портсмуті, 29 вересня 1943 року.

Жіночі королівські військово-морські сили Великої Британії або Жіноча допоміжна служба ВМС (англ.  Women's Royal Naval Service), скорочено WRNS, офіційно називалися «Рени» — жіночий підрозділ Королівських військово-морських сил Великої Британії, який існував під час Першої і Другої світових воєн, а також функціонував після Другої світової війни до повноцінної інтеграції у Королівські військово-морські сили у 1993 році. До Жіночої допоміжної службі відносилися кухарки, клерки, шифровальниці, операторки радіолокаційних станцій і далекомірів, жіноча обслуга гармат, жінки-електрики та авіамеханіки.

## Історія
«Рени» були створені у 1917 році під час Першої світової війни. Вони майже не брали участь у бойових діях, але при цьому також несли бойові втрати: 10 жовтня 1918 корабель RMS Leinster був торпедований німецьким підводним човном, в числі загиблих була 19-річна Джозефін Карр, службовець Жіночих КВМС з Кірка. До кінця Першої світової у Жіночих КВМС були 5500 осіб, з них 500 офіцерів. Близько 2 тисяч осіб з Жіночих королівських ВПС також проходили службу в «Ренах». У 1919 році «Рени» були розформовані.
У 1939 році Жіночі королівські військово-морські сили були відтворені. Їм розширили список обов'язків, у тому числі і обслуговування палубної авіації. У 1944 році у складі Жіночих КВМС було 75 тисяч осіб. У Другій світовій війні з особового складу загинуло 100 чоловік. Для вербування британська друкарня виготовляла спеціальні призовні плакати, гасла яких стали девізом «Ренів». Один з таких свідчив: «Вступи в Жіночі КВМС — звільни чоловіка для флоту» (англ.  Join the Wrens—free a man for the fleet).
Після війни Жіночі КВМС були інтегровані остаточно у британський флот 1993 року: відтоді жінки стали повноправними військовослужбовцями британських збройних сил і могли служити на кораблі як повноцінний член його екіпажу. У жовтні 1990 року під час війни в Перській затоці екіпаж корабля HMS Brilliant уперше в історії дозволив жінкам взяти участь у бойових діях. Того ж року старший офіцер Піппа Дункан стала першим офіцером WRNS, який командував береговою установою Королівського флоту.
До 1993 року жінки, не служили в Жіночих королівських військово-морських силах, працювали лише медсестрами в Службі медичних сестер ВМС Великої Британії або були офіцерами медичної служби. Вони носили спеціальну уніформу Жіночих КВМС, але при цьому їм присвоювалися звання британського флоту, а на уніформі були флотські відзнаки. На сленгу їх називали «ренами» (англ.  Wrens) або «Дженні» (англ.  Jenny, Jennies).

## Військові звання
Військові звання Жіночих королівських військово-морських сил відрізнялися від звань Королівського військово-морського флоту. У таблиці нижче представлені звання Жіночих КВМС та їхні сучасні аналоги в Британському флоті.
| Звання 1917-1919 років          | Звання 1939-1993 років | Звання 1939-1993 років               | Звання 1939-1993 років         | Звання 1939-1993 років       |
| Офіцери                         | Рядовий склад          | Рядовий склад                        | Офіцерський склад              | Офіцерський склад            |
| Звання Жіночих КВМС             | Звання Жіночих КВМС    | Звання КВМС Великої Британії         | Звання Жіночих КВМС            | Звання КВМС Великої Британії |
| ------------------------------- | ---------------------- | ------------------------------------ | ------------------------------ | ---------------------------- |
| Помічник начальника             | Рядовий рен            | Матрос 2-го класу                    | Третій офіцер                  | Молодший лейтенант           |
| Заступник начальника            | Рен                    | Матрос 1-го класу                    | Другий офіцер                  | Лейтенант                    |
| Начальник                       | Старший рен            | Старший моряк                        | Перший офіцер                  | Лейтенант-командер           |
| Заступник директора дивізійного | Старшина-рен           | Старшина (петті-офіцер)              | Старший офіцер                 | Командер                     |
| Дивізійний директор             | Головний рен           | Головний старшина (чіф-петті-офіцер) | Суперінтендант                 | Капітан                      |
| Заступник помічника директора   |                        |                                      | Командир / директор            | Комодор / Контр-адмірал      |
| Помічник директора              |                        |                                      | Верховний командир / Командант | Контр-адмірал                |
| Заступник директора             |                        |                                      |                                |                              |
| Директор                        |                        |                                      |                                |                              |

При військовому званні зазначалася також і служба (старший рен-кухар, головний рен-телеграфіст тощо). Знаки розрізнення «ренів» не відрізнялися нічим від знаків розрізнення флоту, крім кольору (не золоті, а блакитні). Відзнаки у старших офіцерів були ромбоподібні, а не круглі.
Уніформа Жіночих королівських військово-морських сил була прийнята у 1939 році: двобортний кітель, спідниця, сорочка і краватка для всіх рангів. Юні військовослужбовиці, які тільки починали службу в Жіночих КВМС, носили головні убори, які майже не відрізнялися від чоловічих. Старші офіцери носили білі трикутні капелюхи. Всі кокарди і нашивки були синього кольору.

## Список директорів (командувачів) Жіночих КВМС
- Дама Кетерін Фюрс (1917–1919)
- Дама Вера Лафтон Метьюс (1939–1946)
- Дама Джослін Вулкомб (1946–1950)
- Командант-дама Мері Ллойд (1950–1954)
- Командант-дама Ненси Робертсон (1954–1958)
- Командант-дама Елізабет Хойер-Міллар (1958–1960)
- Командант-дама Джин Девіс (1960–1964)
- Командант-дама Маргарет Драммонд (1964–1966)
- Командант-дама Маріон Кеттлуелл (1966–1970)
- Командант Дафна Бланделл (1970–1973)
- Командант Мері Телбот (1973–1976)
- Командант Вонла Макбрайд (1976–1979)
- Командант Елізабет Крег-Макфілі (1979–1982)
- Командант Патрісія Суоллоу (1982–1985)
- Командант Марджорі Флетчер (1985–1988)
- Командант Енті Ларкен (1988–1991)